# Everyday Chemistry
Everyday Chemistry es un álbum de mashups de autor desconocido acreditado a los Beatles, lanzado para descarga digital gratuita el 9 de septiembre de 2009. Dicho álbum venía con una historia de autor anónimo. En realidad, la cinta contiene varias remezclas, compuestas en su mayoría por canciones de las carreras solistas de John Lennon, Paul McCartney, George Harrison y Ringo Starr. El álbum se retrata a sí mismo como un álbum sacado de un universo paralelo, en el que los Beatles nunca se separaron.

## Contexto
El álbum fue publicado por primera vez en el sitio web thebeatlesneverbrokeup.com, acompañado de una historia corta escrita por una persona anónima, bajo el seudónimo de "James Richards" (un seudónimo extraído de los nombres legales de Paul McCartney y Ringo Starr, los dos Beatles sobrevivientes, cuyos nombres completos son James Paul McCartney y Richard Starkey, respectivamente). Richards describe cómo conoció a un hombre llamado Jonas que vive en un universo paralelo en el que los Beatles nunca se separaron. Jonas y Richards hablaron de su disfrute de los Beatles, y justo antes de dejar el universo paralelo y viajar de vuelta al suyo, Richards robó una cinta de casete que contenía uno de los álbumes de los Beatles de esa supuesta línea temporal.  Richards negó que las canciones del álbum fueran un mash-up, alegando que "aunque en el universo paralelo los Beatles nunca se separaron, esto no significa que sus ideas musicales futuras desaparecieran".

## Lista de canciones
En teoría, todas las canciones fueron escritas por Paul McCartney, John Lennon, George Harrison y Ringo Starr. Dado que supuestamente, el álbum fue extraído de un casete, la lista propuesta es referente a los lados 1 y 2 de un casete. De tal forma, y tomando en cuenta la duración de las canciones (en total 20:26 minutos por lado), la acomodación podría ser la siguiente:
| Lado 1 |                     |          |  |
| N.º    | Título              | Duración |  |
| 1.     | «Four Guys»         | 4:17     |  |
| 2.     | «Talking to Myself» | 3:38     |  |
| 3.     | «Anybody Else»      | 6:03     |  |
| 4.     | «Sick to Death»     | 2:56     |  |
| 5.     | «Jenn»              | 3:34     |  |
| 20:26  |                     |          |  |

| Lado 2 |                              |          |  |
| N.º    | Título                       | Duración |  |
| 1.     | «I'm Just Sitting Here»      | 3:23     |  |
| 2.     | «Soldier Boy»                | 3:22     |  |
| 3.     | «Over the Ocean»             | 3:36     |  |
| 4.     | «Days Like These»            | 3:23     |  |
| 5.     | «Saturday Night»             | 3:22     |  |
| 6.     | «Mr. Gator's Swamp Jamboree» | 3:24     |  |
| 20:26  |                              |          |  |

## Canciones
"Four Guys"
- "I'm Moving On" (John Lennon)
- "Band on the Run" (Paul McCartney)
- "When We Was Fab" (George Harrison)
- "Vertical Man" (Ringo Starr)
- "Beatlemania In Action" (The Beatles' Story)
- "We were four guys ... that's all (Interview Anthology 1)" (The Beatles)

"Talking to Myself"
- "I'm Losing You" (John Lennon)
- "Uncle Albert/Admiral Halsey" (Paul McCartney)
- "Stuck Inside a Cloud" (George Harrison)
- "Early 1970" (Ringo Starr)

"Anybody Else"
- "One Day (At a Time)" (John Lennon)
- "Somedays" (Paul McCartney)
- "Ballad of Sir Frankie Crisp (Let It Roll)" (George Harrison)
- "Monkey See – Monkey Do" (Ringo Starr)

"Sick to Death"
- "Gimme Some Truth" (John Lennon)
- "No More Lonely Nights (playout version)" (Paul McCartney)
- "Between the Devil and the Deep Blue Sea" (George Harrison)
- "All By Myself" (Ringo Starr)

"Jenn"
- "God Save Oz" (John Lennon)
- "Jet" (Paul McCartney)
- "Teardrops" (George Harrison)
- "Hard Times" (Ringo Starr)

"I'm Just Sitting Here"
- "Watching the Wheels" (John Lennon)
- "Call Me Back Again " (Paul McCartney)
- "Give Me Love (Give Me Peace on Earth)" (George Harrison)
- "Loser's Lounge" (Ringo Starr)

"Soldier Boy"
- "Isolation" (John Lennon)[3]
- "Phil and John 1" (John Lennon)
- "Listen to What the Man Said" (Paul McCartney)
- "Woman Don't You Cry for Me" (George Harrison)
- "I Don't Believe You" (Ringo Starr)
- "John Lennon Becomes A DJ For A Day At KHJ Radio 27 September 1974"  (and now back to your local station) (John Lennon)

"Over the Ocean"
- "You Are Here" (John Lennon)
- "Heather" (Paul McCartney)
- "I Dig Love" (George Harrison)
- "Marwa Blues" (George Harrison)
- "Back Off Boogaloo" (Ringo Starr)

"Days Like These"
- "Nobody Told Me" (John Lennon)
- "Write Away" (Paul McCartney)
- "Soft-Hearted Hana" (George Harrison)
- "Christmas Eve" (Ringo Starr)

"Saturday Night"
- "Cold Turkey" (John Lennon)
- "Night Out" (Paul McCartney)
- "P2 Vatican Blues (Last Saturday Night)" (George Harrison)
- "Runaways" (Ringo Starr)

"Mr. Gator's Swamp Jamboree"
- "Sunday Bloody Sunday" (John Lennon)
- "Momma Miss America" (Paul McCartney)
- "Tired of Midnight Blue" (George Harrison)
- "$15 Draw" (Ringo Starr)